# С1 (Берлин)
С1 је линија берлинског С-воза.
- Потсдам (главна станица)
- Бабелсберг
- Грибенице (НВ)
- Ванзе (С7) (НВ)
- Николасзе
- Шлахтензе
- Мексикоплац
- Целендорф
- Сундгауер Штрасе
- Лихтерфелде запад
- Ботенишер Гарден (Ботаничка башта)
- Ратаус Штеглиц (У9)
- Фојербахштрасе
- Фриденау
- Шенеберг (С4x)
- Јоркштрасе (У7) (С2) (С26)
- Аналтер Баноф
- Потсдамер Плац (У2) (С26)
- Унтер ден Линтен
- Фридрихштрасе (У6) (С5) (С7) (С75) (С9) (НВ)
- Ораниербургер Штрасе
- Нордбаноф (С25)
- Хумболтаин
- Гезундбрунен (У8) (С4x)
- Борнолмер Штрасе (С2) (С8) (С85)
- Воланкштрасе
- Шунхолц (С25)
- Вилелмсрух
- Витенау (У8)
- Вајдманслуст (С85)
- Хермсдорф
- Фронау
- Хоен Нојдорф (С8)
- Биркенвердер (С8)
- Боргсдорф
- Лениц
- Ораниенбург (НВ)